# Belba aegrota
Belba aegrota är en kvalsterart som först beskrevs av Kulczynski 1902.  Belba aegrota ingår i släktet Belba och familjen Damaeidae. Inga underarter finns listade.